# Площад
Площадът, или мегданът е широка, незастроена селищна територия, заобиколена от сгради или зеленина. Традиционно площадите се изграждат в центъра на селището, впоследствие след разрастване на града или селото площада се приема като централното място. Обикновено има формата на квадрат или окръжност и административните сгради са разположени около или в близост до него, а релефът е сравнително плосък (равнинен, хоризонтален), но може да бъде и под наклон. Основите на площада са изградени от същите материали както пътища или тротоари. Голяма част от площадите представят най-известните неща от дадено място или страна и са значима част от архитектурния облик на селището. Площта на площадите варира в различни граници като обикновено тези в градовете са по-големи от тези по селата. В миналото площадът се използвал като търговско, религиозно и политическо средище.

## Форум
Форумът е централният площад в древния Рим, разполага се на пресечната точка на двете главни градски улици. Използвал се за място на срещи, провеждане на важни събрания, провеждане на празнични фестивали и пр. Форумът се заобикалял от храмовете в чест на главните римски богове и по-важните обществени сгради. Често площада се наименовал на управляващия император (форумът на Юлий Цезар, форумът на Август и др.). След 6 век пр.н.е. започва архитектурно оформяне на форумите с колонади и статуи.

## Агора
Агора са наречени централните площади на древна Гърция.

## Световноизвестни площади
- Пласа де Ориенте – Мадрид
- Сан Пиетро – Ватикан
- Червения площад – Москва
- Площад Трафалгар – Лондон
- Сан Марко – Венеция
- Таймс скуеър – Ню Йорк
- Площад Тянанмън – Пекин
- Юниън Скуеър – Сан Франциско

## Галерия площади
- Тирана
- Лондон
- Москва
- Венеция
- Печ
- Юниън Скуеър, Сан Франциско

## Още
- Катедрални площади
- Поляна, морава – поляна сред село, мегдан, селски мегдан
- Пиаца – италиански площад
- Плаза – испански площад